# Elisabet de França (princesa de França)
Elisabet de França, princesa de França (Élisabeth Philippine Marie Hélène de France) (Versalles, 3 de maig de 1764 — París, 10 de maig de 1794), també coneguda per Madame Elisabet, fou una princesa de França amb el tractament d'altesa reial. Membre de la família reial que fou executada en el marc de la Revolució Francesa. En 1953, el papa Pius XII va declarar la princesa Elisabet com a Serventa de Déu i el procés de beatificació va continuar.

## Biografia
Nascuda a Versalles el dia 3 de maig de 1764 essent filla del delfí Lluís de França i de la princesa Maria Josepa de Saxònia. Isabel era neta per via paterna del rei Lluís XV de França i de la princesa Maria Leszczynska; mentre que per via materna ho era del rei Frederic August II de Saxònia i de l'arxiduquessa Maria Josepa d'Àustria.
Òrfena de pare i mare als tres anys, la princesa fou criada per Madame de Mackau en una residència reial a Montreuil. De caràcter extremadament religiós es mantingué unida al seu germà, el rei Lluís XVI de França, refusant qualsevol proposta de matrimoni. A la cort, Isabel es mantingué al costat del seu germà, el Comte d'Artois, formant políticament parlant, la branca més conservadora de la família reial.
Davant la situació política a França a finals de la dècada de 1780, el Comte d'Artois aconsellà a la seva germà el camí de l'exili. Malgrat tot, la princesa declinà la proposta i es mantingué al costat de la família reial a Versalles.
Confinada al Palau de les Teuleries amb el rei i la seva família, acompanyà al monarca en l'intent de fugida del 20 de juny de 1791. A causa de la captura a Varennes, la família reial fou traslladada a París on se'ls retingué a la presó del Temple.
Amb l'execució del rei Lluís XVI de França el 21 de gener de 1793, i el posterior trasllat del rei Lluís XVII de França al Temple el 3 de juliol de 1793, únicament hi romangueren la reina Maria Antonieta d'Àustria, la princesa Maria Teresa de França i la princesa Isabel. El dia 16 d'octubre de 1793 fou executada la reina Maria Antonieta. Les últimes voluntats de la sobirana foren escrites en una carta dirigida a la princesa Isabel malgrat que aquesta mai les coneixeria.
El 9 de maig de 1794, la princesa fou traslladada a la Conciergerie i jutjada pel Tribunal revolucionari. Acusada de col·laboració en la fugida del rei Lluís XVI de França, de suport financer que possibilità l'exili d'aristòcrates, de resistència a l'assalt del Palau de les Teuleries i d'assetjament sexual al seu nebot de deu anys, el rei Lluís XVII de França, la princesa fou condemnada a mort i guillotinada l'endemà.
L'execució de Madame Elisabet fou en el marc d'un procés d'execució d'un gran nombre d'aristòcrates francesos. En molts casos, els aristòcrates abans de morir s'agenollaren i presentaren els seus respectes a la princesa que abans de morir demanà al guàrdia cobrir les seves espatlles per evitar indecències.
La visió de la princesa varia molt depenent del prisma amb el qual es mira. Mentre pels revolucionaris representava l'ala més dura de l'ultraconservadurisme, partícip de diverses intrigues palatines al costat del Comte d'Artois i de lluitar per la invasió de França per part dels exèrcits de les monarquies europees. Pels monàrquics, la princesa és un símbol del catolicisme, de la benevolència de la Casa Reial i de les múltiples obres de caritat que realitzà al llarg de la seva vida.